# The Star Witness
The Star Witness (Brasil: O Preço do Dever / Portugal: A Principal Testemunha) é um filme norte-americano de 1931, do gênero drama, dirigido por William A. Wellman e estrelado por Walter Huston e Charles "Chic" Sale.
A história começa em tom de comédia doméstica e aos poucos se torna um suspense. Charles "Chic" Sale rouba o filme como um velhote irritável, porém engenhoso.
A Warner Bros. produziu uma refilmagem em 1939, intitulada The Man Who Dared, com elenco inferior.

## Sinopse
'Grandpa' Summerill, um veterano de guerra turrão, ao visitar a família assiste a um tiroteio entre gangues. Os parentes também dão uma boa olhada no chefão, 'Maxey' Campo, e se prontificam a testemunhar perante o juiz. Os criminosos tentam em vão comprar o silêncio do pai, então sequestram seu pequeno filho, Ned. O velho Summerill, porém, não se intimida e é ele quem expõe os bandidos perante o júri. Além disso, ele usa alguns truques para resgatar o neto.

## Premiações
| Patrocinador                                  | Prêmio | Categoria                | Situação |
| --------------------------------------------- | ------ | ------------------------ | -------- |
| Academia de Artes e Ciências Cinematográficas | Oscar  | Melhor História Original | Indicado |

## Elenco
| Ator/Atriz          | Personagem        |
| ------------------- | ----------------- |
| Walter Huston       | Promotor Whitlock |
| Charles 'Chic' Sale | Summerill         |
| Dickie Moore        | Ned Leeds         |
| Grant Mitchell      | Papai Leeds       |
| Frances Starr       | Mamãe Leeds       |
| Ralph Ince          | 'Maxey' Campo     |
| Sally Blane         | Sue Leeds         |
| Edward J. Nugent    | Jackie Leeds      |
| Nat Pendleton       | Big jack          |